# Michał Bajer
Michał Bajer (ur. 27 lipca 1884 w Warszawie, zm. 21 listopada 1962) – inżynier, komendant główny Policji Państwowej, pułkownik dyplomowany piechoty Wojska Polskiego, szef Oddziału II Sztabu Generalnego Wojska Polskiego (1923–1926), kawaler Orderu Virtuti Militari.

## Życiorys
W 1912 ukończył Akademię Górniczą w Mons, uzyskując dyplom inżyniera górnika. Rozpoczął pracę w charakterze zarządzającego kopalniami Towarzystwa „Czeladź”. W czasie I wojny światowej służył w armii Imperium Rosyjskiego. Po przewrocie bolszewickim i rozpadzie armii rosyjskiej uczestniczył w organizacji II Korpusu Polskiego. Przeszedł szlak bojowy od Sorok do bitwy pod Kaniowem (11 V 1918), w czasie której został wzięty do niewoli niemieckiej. Zbiegł i drogą przez Kijów i Murmańsk udał się do Francji. Tu został mianowany szefem Oddziału I w sztabie Armii Polskiej we Francji („Armii Błękitnej”), później służył w sztabie 1 Dywizji tej armii. W kwietniu 1919 powrócił do Polski jako zastępca szefa sztabu I korpusu armii gen. Józefa Hallera. W latach 1919–1921 dowodził 45 pułkiem piechoty Strzelców Kresowych. W 1921 został wyznaczony na stanowisko szefa Wydziału 1 Piechoty Departamentu I Piechoty Ministerstwa Spraw Wojskowych w Warszawie. 3 maja 1922 został zweryfikowany w stopniu pułkownika ze starszeństwem z dniem 1 czerwca 1919 w korpusie oficerów piechoty.
17 grudnia 1922 został przeniesiony do Ministerstwa Spraw Wewnętrznych, gdzie objął kierownictwo Departamentu Bezpieczeństwa. Od 17 marca do 1 lipca 1923 pełnił obowiązki komendanta głównego Policji Państwowej. Od sierpnia 1923 do czerwca 1926 był szefem Oddziału II Sztabu Generalnego WP, pozostając na ewidencji 45 pp w Równem. Z dniem 25 września 1924 roku został zwolniony z obowiązków zastępcy członka Oficerskiego Trybunału Orzekającego. W czasie przewrotu majowego 1926 roku opowiedział się po stronie władz legalnych. Na początku czerwca 1926 został zwolniony ze stanowiska szefa „Dwójki” i przeniesiony do dyspozycji szefa Sztabu Generalnego. Od 3 stycznia 1927 do 24 czerwca 1927 był słuchaczem III Kursu Centrum Wyższych Studiów Wojskowych w Warszawie. W 1928 pozostawał w dyspozycji komendanta kadry oficerów piechoty. Z dniem 28 lutego 1929 został przeniesiony w stan spoczynku. W 1934, jako oficer stanu spoczynku, pozostał w ewidencji Powiatowej Komendy Uzupełnień Sosnowiec. Posiadał przydział do Oficerskiej Kadry Okręgowej Nr V. Był wówczas „przewidziany do użycia w czasie wojny”.
W latach 1928–38 pracował jako kierownik Misji Polskiej Przemysłu Górniczego i Hutniczego w Katowicach, 1939 został dyrektorem technicznym Śląskich Kopalń i Cynkowni.
Po II wojnie światowej do 1950 pracował jako wicedyrektor w Centralnym Zarządzie Przemysłu Węglowego w Katowicach. Od 1954 był redaktorem naukowym w Wydawnictwie Górniczo-Hutniczym.
Zmarł w 1962 roku i został pochowany na cmentarzu w Katowicach przy ul. Sienkiewicza.

## Ordery i odznaczenia
- Krzyż Srebrny Orderu Wojskowego Virtuti Militari (13 kwietnia 1921)[11]
- Krzyż Oficerski Orderu Odrodzenia Polski (2 maja 1923)[12][13][14]
- Krzyż Kawalerski Orderu Odrodzenia Polski (26 kwietnia 1946)[15]
- Krzyż Walecznych (czterokrotnie, w 1921)[16][17]
- Złoty Krzyż Zasługi (11 listopada 1937)[18]
- Krzyż Wolności I kategorii II klasy (Estonia, 1925)[19]
- Krzyż Wojenny (trzykrotnie, Belgia)
- Krzyż Komandorski z Gwiazdą Orderu Białej Róży Finlandii (Finlandia)
- Krzyż Komandorski z Gwiazdą Orderu Korony Rumunii (Rumunia)
- Krzyż Komandorski Orderu Miecza (Szwecja, 1926)[20]
- Krzyż Komandorski Orderu Trzech Gwiazd (Łotwa)
- Krzyż Komandorski Orderu Lwa Białego (Czechosłowacja, 1925)[21]
- Krzyż Komandorski Orderu św. Sawy (Jugosławia)
- Krzyż Komandorski Orderu Korony Włoch (Włochy)
- Krzyż Kawalerski Orderu Legii Honorowej (Francja)
- Medal Pamiątkowy Wielkiej Wojny (Francja, 1921)[22]
- Medal Zwycięstwa (międzysojuszniczy, 1921)[22]